# L.A. Duus Hansen
Lorens Arne Duus Hansen (dæknavn Napkin eller Table Napkin) (21. oktober 1901 på Brendeløkke – 17. september 1977 i Aahøjrup) var en dansk ingeniør og modstandsmand, som arbejdede i Bang & Olufsen, og som i 1943 ved Flemming Junckers mellemkomst fik til opgave at løse problemet med, at de fra engelske fly nedkastede radioer kun kunne bruges på vekselsstrøm. Resultatet blev en telefonbogs-radio, en kompakt radiosender af almindelige radiodele, som ikke fyldte mere end en telefonbog, og som uden opsigt kunne bæres rundt.
Duus Hansen medvirkede også til at organisere radiotjenesten ved at finde gode operatør-emner og uddanne dem, så den danske illegale radiotjeneste ved krigens slutning fremstod som Europas bedste. Han indførte også automatisk transmission, så lange meddelelser kunne afvikles så hurtigt, at den tyske pejletjeneste ikke fik et ben til jorden, før sendelsen var færdig. I krigens sidste 3/4 år var den danske illegale telegrafforbindelse til England af et sådant omfang, at den oversteg fredstidens legale trafik både før og efter.
Den 6. december 1944 blev hans villa på Klosterrisvej 8 ved Lundehussøen i København sprængt i luften ved schalburgtage. Den havde stået ubeboet i længere tid.